# صموئيل لانغلي بيربونت
صموئيل لانغلي بيربونت (بالإنجليزية: Samuel Pierpont Langley)‏ (22 أغسطس 1834-27 فبراير 1906) عالم فلك، فيزيائي، مخترع مقياس قوة ضربات القلب ورائد طيران أمريكي.

## روابط خارجية
- صموئيل لانغلي بيربونت على موقع الموسوعة البريطانية (الإنجليزية)
- صموئيل لانغلي بيربونت على موقع إن إن دي بي (الإنجليزية)